# Der letzte Appell
Pour plus de détails, voir Fiche technique et Distribution.
Der letzte Appell est un film allemand réalisé par Max W. Kimmich, sorti en 1939.

## Synopsis
En 1914, quelques mois avant le début de la Grande Guerre, le capitaine Brodersen était autrefois officier de marine, qui a été démis de ses fonctions pour imprudence. Il est maintenant le capitaine du Reine Louise. Sa fille est mariée à John Barnett, un officier de la marine britannique. Seul le fils de Brodersen, Walter, un artiste qui préfère être un bohème dans les milieux pacifistes parisiens, inquiète Brodersen, qui est résolument nationaliste et militaire.
Lorsque la Première Guerre mondiale éclate, la situation change brusquement pour toutes les personnes impliquées. La Reine Louise est converti en croiseur auxiliaire et le capitaine Brodersen reçoit l'ordre d'emmener son navire jusqu'à l'estuaire de la Tamise pour y poser une ceinture de mines afin d'empêcher les navires de guerre britanniques de quitter la mer du Nord. Chargé de cette tâche patriotique, le capitaine jusqu'alors frustré du vapeur thermal s'épanouit. Son fils lui apparaît également purifié. La vie dissolue dans la capitale ennemie a pris fin et Walter se porte volontaire pour prendre les armes sur la Reine Louise pour tenir tête aux Britanniques.
Cependant, la marine anglaise ne reste pas inactive et le capitaine du croiseur Amphion affronte son adversaire devant la Tamise. La reine Louise est coulé et les Allemands repêchés. Enfin, à bord du navire ennemi, Brodersen retrouve son gendre anglais. Ce dernier l'informe que la fille de Brodersen, c'est-à-dire la femme de John, est enceinte et fera bientôt de lui un grand-père. Barnett conseille à son beau-père de se comporter loyalement à bord pour que rien de fâcheux ne lui arrive. Mais le Britannique s'attend également à ce que Brodersen lui dise exactement où il a laissé la ceinture de mines dans l'eau. Malgré des méthodes d'interrogatoire sévères, il refuse obstinément de révéler ce qu'il sait et préfère regarder l'Amphion se diriger vers la ceinture de mines.
Une explosion massive se produit, tuant tout le monde sur le croiseur.

## Fiche technique
- Titre : Der letzte Appell
- Réalisation : Max W. Kimmich
- Scénario : Curt Johannes Braun (en) et Hans Leip
- Costumes : Herbert Ploberger
- Photographie : Fritz Arno Wagner
- Musique : Herbert Windt
- Production : Emil Jannings
- Pays d'origine : Troisième Reich
- Format : Noir et blanc - 1,37:1 - Mono
- Genre : drame
- Date de sortie : 1939

## Distribution
- Emil Jannings : Kapitän Brodersen
- Werner Krauss : Englischer Kapitän
- Paul Hubschmid : John Barnett
- Gisela Uhlen : Brodersens Tochter
- Raimund Schelcher : Walter Brodersen